# August Wilhelm Gildemeister
August Wilhelm Gildemeister (* 26. März 1791 in Bremen; † 27. Mai 1866 in Bremen) war ein deutscher Kaufmann und Reeder.

## Biografie
Gildemeister war der Sohn des Bremer Kaufmanns und Senators Johann Gildemeister (1753–1837). Er erlernte den Beruf eines Kaufmanns. Er diente 1813/14 bei den Lützower Jägern in den Befreiungskriegen. Dabei lernte er den aus Marburg stammenden Wolf Ludwig Ries (* 6. Juni 1792; † 19. Juli 1868, Sohn eines hessischen Obersten) kennen. Mit seinem Freund und Kompagnon ging er 1816 in die USA nach New Orleans und beide gründeten 1817 in den USA die Firma Gildemeister & Ries, die hauptsächlich mit Textilien handelte. Sitz der Firma war aber Bremen, an der Stintbrücke Nr. 10. 1818 kauften sie ein Segelschiff.
1825 verlegten sie ihre Firma gänzlich nach Bremen mit Sitz Martinistraße 12 und dann Schlachte 21. Sie weiteten ihren Tätigkeitsbereich auf eine Reederei aus. Zunächst betrieb die Firma lange Zeit als Korrespondentreeder eine Partenreederei mit sechs Segelschiffen von 300 bis 500 BRT Größe in der chinesischen Küstenschifffahrt und in der Südamerikafahrt.
Beim Aufkommen der Dampfschifffahrt betrieb die Reederei gegen Ende des 19. Jahrhunderts zunehmend die Trampschifffahrt. 1897 wurde der Bereich Reederei zur Visurgis AG umgewandelt, die bis 1921 bestand. Das Handelshaus übernahm 1931 die Firma W.H. Koenenkamp & Co., die bis 1970 bestand.